# 라자암팟 제도
라자암팟 제도(인도네시아어: Kepulauan Raja Ampat)는 인도네시아 뉴기니섬에서 할마헤라섬 사이에 있는 섬이다. 도베라이반도의 북서쪽 해안에 존재하고 있으며, 1,500개가 넘는 섬 · 암초 등으로 구성된다. 주요 섬으로 미솔섬, 날라와티섬, 바탄타섬, 와이게오섬 등이 있으며, 그 외에도 코피아우섬 등이 있다.
2004년에 소롱현에서 분리된 라자암팟현 관할로, 남서파푸아주에 속해 있다. 일부 섬은 오스트레일리아 대륙의 대륙붕의 북단에 위치하고 있다.

## 역사
라자암팟이라는 이름은 지역의 전승에서 유래한다. 전승에서는 한 여성이 7개의 달걀을 찾아 이 달걀 중 4개가 부화하여 라자암팟의 4개의 큰 섬을 다스리는 왕이 되었으며 나머지 3개가 유령, 여성, 돌로 된 것으로 알려졌다.
역사적으로 말루쿠주에서 번영한 티도레 왕국의 일부가 되어 있었다. 네덜란드가 말루쿠 주 근교를 점령하면서 네덜란드가 주권을 주장하게 되었다.

## 산업과 인구
주변이 바다로 둘러싸여 있기 때문에 주민의 생업은 어업이다. 주민들은 지역에 흩어져 있는 작은 마을에서 생활하고 있으며, 전통 문화는 아직도 강하게 남아 있다. 라자암팟 사람들은 파푸아 사람이라기보다 암본인에 유사하며, 종교는 이슬람교와 기독교가 믿어지고 있다.

## 지리
라자암팟 주변 해양의 자연 환경은 관광지화되기에 높은 잠재력을 가지고 있다. 많은 자연 관광 자원으로 라자암팟은 10대 다이빙 지역이며, 다양한 수중 생물들이 있다.
콘저베이션 인터내셔널에 따르면, 라자암팟은 해양 생물의 다양성이 세계에서 가장 부유하다는 것을 시사하고 있다. 인도네시아, 말레이시아, 필리핀, 파푸아 뉴기니, 솔로몬 제도, 동티모르 등 코럴 트라이앵글의 다른 지역과 비교해도 매우 풍부하다. 코럴 트라이앵글은 세계 산호초 생태계의 핵심이며, 라자암팟은 세계에서 가장 풍부한 산호초의 생태계가 있다.
라자암팟 제도는 1,508 종류의 어류, 537 종류의 산호, 699 종류의 연체 동물류 등 다양한 생물이 있다. 인도네시아 국내에서 발견된 돌산호목의 96%가 발견되어 세계 산호의 75%도 이 제도에서 볼 수있다.
제도로 도항은 어렵지는 않지만 약간의 시간이 걸린다. 인도네시아의 수도 자카르타에서 소롱까지 4시간 소요되며 거기에서 보트를 통해 도착한다.